# Monophorus erythrosoma
Monophorus erythrosoma é uma espécie de molusco pertencente à família Triphoridae.
A autoridade científica da espécie é Bouchet & Guillemot, tendo sido descrita no ano de 1978.
Trata-se de uma espécie presente no território português, incluindo a zona económica exclusiva.